# Alexander Sutherland Neill

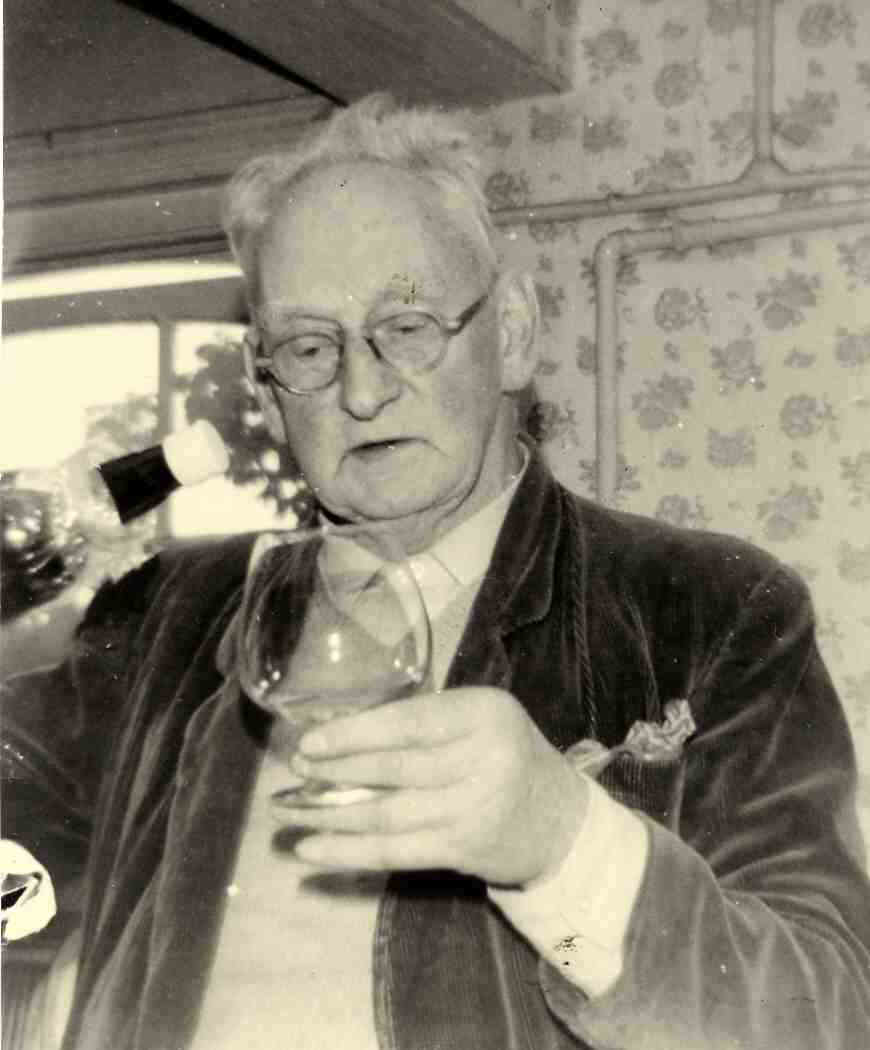
A.S. Neill an seinem Geburtstag (Jahr undatiert)

Alexander Sutherland Neill (meist abgekürzt A. S. Neill, * 17. Oktober 1883 in Forfar, Schottland; † 23. September 1973 in Aldeburgh, Suffolk) war ein Pädagoge und langjähriger Leiter der von ihm gegründeten Demokratischen Schule Summerhill in Leiston (Suffolk).

## Leben

### Kindheit
Neill wuchs als Sohn eines Lehrerehepaares zusammen mit sieben Geschwistern auf. Seine Mutter hatte jedoch ihren Beruf aufgeben müssen, als sie heiratete: verheiratete Frauen durften nicht als Lehrerinnen arbeiten.
Mit viereinhalb Jahren wurde Neill in die einklassige Schule eingeschult, in der sein Vater unterrichtete. Zu dieser Zeit war es üblich, Kinder mit Schlägen und harten Strafen zu disziplinieren. Da er als Sohn des Lehrers nicht als bevorzugt gelten sollte, wurde er besonders streng behandelt.
In seiner Autobiografie beschrieb Neill sich als das „schwarze Schaf“, den Benachteiligten der Familie.

### Berufsfindung
Im Alter von vierzehn Jahren begann Neill nacheinander eine Ausbildung als Buchhalter und Einzelhändler. Er war in diesen Berufen jedoch nicht glücklich und wurde deswegen 1899 Pupil Teacher (eine Art von Lehrling als Lehrer) an der Schule seines Vaters. Nach einer vierjährigen Lehrzeit bekam er sein Lehrerdiplom und war nun Hilfslehrer. Von 1903 bis 1908 arbeitete Neill an unterschiedlichen schottischen Dorfschulen, allerdings befriedigte ihn diese Aufgabe nicht, da er die gängigen pädagogischen Vorgehensweisen ablehnte und in dieser Zeit eine tiefe Abneigung gegen die damals üblichen harten Erziehungsmethoden entwickelte. Daneben nahm er selbst Privatunterricht zur Erlangung der Hochschulreife und studierte schließlich von 1908 bis 1912 an der Universität Edinburgh zunächst Agrarwissenschaften, wechselte jedoch bald auf Anglistik und Literatur. Sein Studium schloss er mit einem Master (M.A.) ab. Anschließend arbeitete er ein Jahr als Redakteur an einer Enzyklopädie mit und ging nach London, wo er als künstlerischer Assistent des Piccadilly Magazine arbeitete.

### Erste Reformversuche
1914, nach Ausbruch des Ersten Weltkrieges – Neill war als untauglich für den Kriegsdienst eingestuft worden –, wurde er in Stellvertretung des an die Front gegangenen Rektors, Leiter der Gretna Public School in Schottland. Seine Erfahrungen an dieser Schule führten ihn zum intellektuellen Wendepunkt. Bis dahin noch ein widerwillig angepasster Lehrer, entwickelte er nun neue Ideen in der Schulerziehung und erprobte sie – aufgrund des Krieges weitestgehend unkontrolliert von der Schulaufsichtsbehörde. Er lehnte den Lernzwang und das strafende System ab und legte mehr Wert auf Spiel und Freude.
Seine Schüler konnten zum Beispiel den Unterricht verlassen, wenn sie es wollten. Seine Zeit als Schulleiter in Gretna Green beschrieb er in seinem ersten Buch A Dominie's Log, veröffentlicht 1915. Das Buch wurde ein Bestseller in Großbritannien. Neill verfasste noch vier weitere Dominie-Bücher.

### Einfluss Homer Lanes
In dieser Zeit bekam er Kontakt zu dem Pädagogen und Sozialreformer Homer Lane. Neill wurde Lanes Schüler, Freund und Patient und übernahm viele seiner Grundsätze. Lane glaubte an das angeborene Gute in jedem Kind. Er hatte beachtliche Erfolge im „Little Commonwealth“, einem Heim für schwer erziehbare Kinder. Hier wandte Lane seine revolutionären therapeutischen Maßnahmen wie etwa psychoanalytisch motivierte „paradoxe Sanktionen“ an, die auch Neill später verwendete, wenn er zum Beispiel Schüler zum Einschlagen von Fensterscheiben ermutigte oder Diebe für ihre Straftaten nicht bestrafte, sondern belohnte. Als Neill nach dem Militärdienst, zu dem er 1916 doch noch einberufen worden war, bei Lane mitarbeiten wollte, musste er erfahren, dass dessen Experiment mit der Schließung des „Little Commonwealth“ beendet worden war.
So bewarb er sich an der King Alfred School von John Russell in Hampstead. Diese koedukative Reformschule hatte Noten und Prügelstrafe abgeschafft. Nach Homer Lanes Beispiel führte er dort das „Self-government“ ein. Als es zu Protesten innerhalb des Lehrerkollegiums bezüglich der teils turbulenten Selbstverwaltung in Neills Klasse kam, legte ihm Russell nahe, die Arbeit an der Schule zu beenden.

### „Education of the New Era“ als Plattform
Ab Frühjahr 1920 gab er gemeinsam mit Beatrice Ensor die Zeitschrift „Education of the New Era“ heraus. Nun konnte er sich mit einer breiten Themenauswahl beschäftigen und auf seinen Reisen unterschiedlichste Schulversuche in Großbritannien und auf dem Kontinent kennenlernen. Er übte in seinen „Editorials“ heftig Kritik am bestehenden Schulsystem. Während dieser Zeit lernte er die immer bekannter werdende Montessoripädagogik kennen. Diesen Ansatz lehnte er jedoch als zu wissenschaftlich, zu ordentlich, zu didaktisch ab. Neills radikale Haltung, die er auf Vortragsreisen und durch Veröffentlichungen bekannt machte, entfachte viele Diskussionen und Kontroversen mit anderen Reformpädagogen.

### Schulgründung in Deutschland
1921 war Neill im Auftrag der New Era in Europa unterwegs. In Deutschland besuchte er in Dresden-Hellerau Lilian Neustätter, eine Bekannte aus der Zeit an der King Alfred School. In Hellerau gab es die Jaques-Dalcroze-Schule, deren Betrieb Neill für die New Era beschrieb. Neill blieb in Deutschland und gründete im gleichen Jahr mit Christine Bear, einer Schülerin des Reformpädagogen Émile Jaques-Dalcroze, sowie Otto Neustätter und dessen Frau Lilian Neustätter die Internationale Schule in Hellerau. Hier ergab sich für Neill die Chance, eine Schule nach seinen Vorstellungen zu führen. Schon bald beendete er seine Tätigkeit bei der New Era, um seine eigene Schulidee in die Realität umzusetzen.
So nahm er beispielsweise die Form des „self-government“ wieder auf, stellte die Teilnahme am Unterricht jedem Schüler frei, hob das Klassensystem auf, wendete „paradoxe Sanktionen“ an und führte „private lessons“ ein. 1923 stellte die Schule ihre Arbeit ein. Die Gründe hierfür waren Abmeldungen von vornehmlich ausländischen Schülern infolge von Unruhen, die in Sachsen ausbrachen. Damit brach die wirtschaftliche Basis für Neills Schulexperiment weg.

### Misslungener Neubeginn in Österreich
Nach ihrer Scheidung von Otto Neustätter heiratete Neill Lilian. In Österreich fand sich ein neuer Standort für ihre Schule in einem ehemaligen Klostergebäude der Gemeinde Sonntagberg. Regulärer Unterricht fand an dieser Schule nicht statt. Wenn die insgesamt nur neun Schüler Fragen hatten, wurde eine Gruppe gebildet, die sich mit bestimmten Sachverhalten auseinandersetzte. Neill brachte einen neurotischen Schüler zu einer Analyse bei Wilhelm Stekel in Wien und unterzog sich im Anschluss selbst einer solchen Behandlung bei diesem ehemaligen Schüler Sigmund Freuds. Die Schule auf dem Sonntagberg traf auf heftigen Widerstand in der Bevölkerung und bei der Schulbehörde. So entschied man sich nach weniger als einem Jahr, den Schulsitz nach England zu verlegen. Der Hauptgrund hierfür war, dass Neill keinen Religionsunterricht erteilte (und keinen erteilen wollte). Die Schulbehörde verweigerte die bis dahin fehlende Genehmigung für die Schule. „Der ständigen Auseinandersetzungen mit voreingenommenen Beamten und feindseligen Dörflern müde, brachten Neill und seine Frau 1924 ihre fünf britischen Schüler zurück nach England und ließen sich mit ihnen in Dorset […] nieder.“

### Erste Erfolge unter dem Namen „Summerhill“
Als Sitz der Schule wurde ein Haus in Lyme Regis in der Grafschaft Dorset gemietet, das auf dem „Summerhill“ lag. Hier bekam die Schule schließlich den Namen, mit dem sie einmal weltberühmt werden sollte. Die Schule spezialisierte sich auf Problemkinder, die an anderen Schulen schwierig, faul, träge und/oder antisozial erschienen. 1926 erhöhte sich die Popularität von Neills Schule schlagartig infolge des Erscheinens seines mittlerweile achten Buchs The Problem Child.
Das Gebäude in Lyme Regis sollte bald einer anderen Nutzung zugeführt werden, und Neill machte sich auf die Suche nach einem neuen Schulgebäude. In Leiston an der englischen Ostküste fand er ein ehemaliges Mädchenpensionat mit geeigneten Gebäuden und Grünflächen. Er nahm einen Kredit auf und kaufte 1927 das Anwesen.

### Weltweite Vorträge
In den 1930er Jahren begann Neill auch im Ausland Vorträge zu halten und dachte nach einer Vortragsreise 1936 sogar darüber nach, eine Zweigstelle Summerhills in Südafrika zu gründen. Diese Idee wurde aufgrund der religiösen Vorbehalte in der südafrikanischen Öffentlichkeit jedoch nicht realisiert. Er reiste durch Skandinavien, hielt Vorträge in Stockholm und Oslo und lernte dort 1937 den aus Deutschland emigrierten Wilhelm Reich kennen, der seine psycho- und charakteranalytische Methode inzwischen zur Vegetotherapie weiterentwickelt hatte. Neill nahm einige Sitzungen bei Reich und war begeistert. Beide schlossen schnell eine Freundschaft, die bis an Reichs Lebensende dauern sollte. Der Briefwechsel zwischen beiden dokumentiert die vielfältigen, für Neill wichtigen intellektuellen Anregungen, die von Reich ausgingen.  Allerdings lehnte er Reichs Orgon-Theorie ab.

### Kriegsbedingte Schulumsiedlung
1940 musste Leiston bis zum Ende des Krieges verlassen werden, da das Militär das Gebäude aufgrund seiner Lage an der Ostküste beschlagnahmte. Eine zeitweilige Ersatzunterkunft wurde in Ffestiniog in Nord-Wales gefunden. Neill war mit der dort herrschenden Situation nicht glücklich. Schwierigkeiten mit dem Personal, das ihm seine Führungsposition streitig machte, der Calvinismus der Umgebung und das schlechte Wetter beeinträchtigten ihn und sein Interesse an der Schule sehr. Trotz des Krieges existierte eine Warteliste für Summerhill – vor allem wegen der vor Bombenangriffen sicheren ländlichen Lage. 1944 starb Neills erste Frau Lilian in Ffestiniog.

### Heirat mit Ena und Geburt Zoës
Neill heiratete 1945 im Alter von 62 Jahren die 27 Jahre jüngere Ena May Woof, die zuvor seine erste Frau gepflegt hatte. Kurze Zeit darauf konnte die Schule nach Leiston in das durch die Militärnutzung sehr heruntergekommene Schulgebäude zurückkehren, wo am 2. November 1946 Neills erstes und einziges Kind, die Tochter Zoë, geboren wurde. Neill unternahm mit Ena und dem Baby eine erste Vortragsreise durch die USA und besuchte seinen Freund Wilhelm Reich, der sich in Maine niedergelassen hatte.

### Abhängigkeit von Schulinspektionen
Im Juni 1949 fand die erste staatlich angeordnete Schulinspektion statt. Entgegen Neills Befürchtungen, die auf Unterstellung staatlicher Willkür gründeten, schnitt die Schule erstaunlich positiv ab. 1959 fand eine weitere Schulinspektion dieser Art statt, deren Ergebnis aus Neills Sicht „fair, aber desillusionierend“ war. In diesem Zusammenhang kann auch gesehen werden, dass die Anmeldezahlen um 1960 herum zurückgingen.

### Summerhill: A Radical Approach to Child Rearing
Die Schülerzahlen stiegen wieder, als Ende 1960 das Buch Summerhill: A Radical Approach to Child Rearing in den USA erschien. Das Buch ist eine Zusammenstellung von Texten aus fünf früheren Büchern Neills. Die Zusammenstellung wurde von Neills amerikanischem Herausgeber Harold Hart ohne jegliche Quellenangaben vorgenommen. Neill war mit dem willkürlich zusammengestellten Konvolut unzufrieden, insbesondere mit der Streichung einiger Passagen, die sich mit der Psychoanalyse und ihrem Einfluss auf seine Pädagogik befassten. Aber der mit dem Buch verbundene wirtschaftliche Erfolg und die neue Popularität versöhnten ihn mit diesen Mängeln. Unter dem Einfluss des Bucherfolges bekam Neill 1966 von der Universität Newcastle den ersten von insgesamt drei Ehrendoktortiteln verliehen.

### Heranziehung von Bernsteins Studie
1968 erschien Emmanuel Bernsteins Studie über ehemalige Summerhill-Schüler, die sich im Großen und Ganzen positiv für Summerhill auswirkte. Die Studie beruht auf einer eher schmalen empirischen Grundlage: Bernstein war auf einem Motorroller durch England gereist und hatte ehemalige Schüler interviewt. Obwohl diese Datengrundlage und ihre Aufbereitung höchst fragwürdig waren, wurde die Studie von Neill gerne herangezogen, um seine Schulidee mit empirisch belegten Erfolgen zu begründen.

### Autobiographie und Tod A. S. Neills
1972 erschien Neills Autobiographie Neill! Neill! Orange Peel in den USA und ein Jahr später in England (deutsch Neill, Neill, Birnenstiel, 1973). Zu dieser Zeit ging es Neill gesundheitlich bereits sehr schlecht. Seine Ehefrau Ena hatte die Internatsleitung bereits faktisch in die Hand genommen. 
A. S. Neill starb am 23. September 1973 im Krankenhaus des Nachbarortes Aldeburgh.

## Pädagogik

### Psychologie
Neils Pädagogik ist beeinflusst von Erkenntnissen der Psychoanalyse. Zu unterschiedlichen Zeiten wandte er unterschiedliche psychoanalytische Ansätze an, resümierte aber gegen Ende seines Lebens, dass seine Pädagogik auch ohne diese Anteile Bestand habe. Er war mit Wilhelm Reich befreundet, bei dem er auch in Therapie ging. 
In Anlehnung an Reich verwendete Neill für seinen Ansatz den Begriff selbstregulative Erziehung; von den Zuschreibungen Antiautoritäre Erziehung und Antipädagogik distanzierte er sich dagegen.

### Glaube an das „Gute“ im Kind
Neills Überzeugung nach ist das Kind von Geburt an „gut“ und insbesondere fähig zu Mitleidsempfinden und Liebe; Neill stützt sich hierbei unter anderem auf Beobachtungen, wonach Kleinkinder zum Beispiel in Entsetzen gerieten, wenn sie auch nur Gewalt gegenüber kleinen Tieren beobachteten. Nach Neill sind es altkonservative Erziehungsziele wie Gehorsam, Kriegstauglichkeit sowie verschiedene althergebrachte Ausprägungen von Männlichkeitsidealen, die im Laufe einer autoritären Erziehung dazu führen, dass dieses „Gute“, das natürliche Mitleid im Kinde, nach und nach abgetötet wird. Das Erziehungsziel des Gehorsams sieht Neill als Mitursache für die Weltkriege und den Holocaust an.

### Schutzraum Schule
Laut A. S. Neill sollten moderne Schulen somit für Kinder als Schutzraum fungieren, um die jungen Generationen von dem „verderblichen“ Einfluss des Alten zu verschonen. Moderne Schulen sollten gesellschaftliche Verhältnisse nicht länger reproduzieren, sondern deren Erneuerung vorbereiten. Der Einfluss der Erwachsenen sollte so gering wie möglich sein, da einer alten Generation, die Weltkriege und den Holocaust verursacht habe, nicht mal mehr die Erziehung auch nur einer Ratte anzuvertrauen sei, wie es Neill einmal formulierte.

### Sexuelle Freizügigkeit
Im Gegensatz zu den sehr religiös – und aus Neills Sicht allzu prüde – denkenden reformpädagogischen Zeitgenossen wie Janusz Korczak oder Maria Montessori umfasste das radikal freiheitliche Kindheitsideal Neills auch die freizügige Entfaltung der Sexualität. Unterrichtsstörungen, aber auch gewalthaltige Pornografie und Vergewaltigungen sind laut Neills radikallibertärer Psychoanalyse darauf zurückzuführen, dass Menschen als Kinder in ihrem Sexualtrieb eingeschränkt werden und Triebe sich „aufstauen“. Die kindliche Selbstverliebtheit auch auf sexueller Ebene, manifestiert im Masturbationstrieb, dem für Neill wichtigsten aller Spieltriebe, werten radikallibertäre Psychoanalytiker wie Neill als Voraussetzung für die spätere Fähigkeit, sich in der Jugend anderen Menschen – möglicherweise auch gleichgeschlechtlichen als brückenbauender Übergang – und im Erwachsenenalter schließlich dem anderen Geschlecht in stabilen Beziehungen zuzuwenden. Klosterschulen, die das Masturbieren verboten, waren ein Neill verhasstes Feindbild. Die Kirche, welche vor den Spätfolgen der Masturbation warnte, erschien ihm als Symbol institutioneller Kindesmisshandlung.

### Intrinsischer Lerntrieb
Kinder sind nach Neill von Natur aus „lernwillig“, doch die herkömmliche Schule lähme diesen intrinsischen Lerntrieb durch extrinsische Überreizung: Das unfreie Pflichtschulkind fixiere sich auf Prüfungen, Versetzungshürden, Klassenarbeiten – anschließend werde der Stoff zumeist vergessen. Das Kind lerne somit für die Schule statt fürs Leben, es verliere inmitten lauter Notenwahn und aller Angst vor Sanktionen das Gefühl für die natürliche Freude am Lernen. So werde das Kind passiv, unselbstständig, ja geradezu abhängig von äußerem Druck. Die autoritäre Propaganda richte prompt den Zeigefinger darauf, um hieran zu belegen, dass ohne Zwang nichts laufe. Mit diesem Scheinbeweis beginne ein Teufelskreis: immer mehr Druck von außen, immer mehr Passivität auf Seiten des Kindes. Ein schulisches Curriculum wie in Pflichtschulen lehnte Neill ab: In Lebensphasen, die der Selbstfindung dienen sollten, führe zeitraubende, von außen aufgesetzte Obligatorik zur Selbstentfremdung. Junge Menschen verlören hierdurch das Gespür für ihre ureigenen Berufungen oder begännen diese gering zu schätzen. Entdecke hingegen ein „freies“ Kind früher oder später begeistert seine ureigene Bestimmung zum Künstler, Arzt oder Sprachforscher, so führen laut Neill innere psychische Prozesse ganz selbstverständlich dazu, dass das Kind von sich aus das nötige Wissen geradezu neugierig „aufsaugt“.

## Nachwirkung
Weltweit sind mehrere Schulen auf Grundlage der Ideen A. S. Neills gegründet und etabliert worden, so die Sudbury-Schulen in den USA und die Democratic School of Hadera in Israel.
Summerhill wird bis heute gemäß den Ideen Alexander Neills betrieben. Die Schule wird heute von seiner Tochter Zoë Readhead geleitet.
Neill wird in Deutschland als Begründer der antiautoritären Erziehung betrachtet, da die deutsche Übersetzung seines bekanntesten Werkes unter dem irreführenden Titel Theorie und Praxis der antiautoritären Erziehung veröffentlicht wurde. Seine Arbeit wird teilweise auch mit dem Terminus Antipädagogik in Verbindung gebracht. Von beiden Zuschreibungen hat er sich selbst distanziert, während er unter diesen Schlagworten im deutschsprachigen Raum in der Studentenbewegung berühmt wurde. Es gab im Zusammenhang mit der 68er-Bewegung zahlreiche Ansätze zur „demokratischen Kindererziehung“, die durch seine Arbeit beeinflusst wurden.

## Kritik
Neben vielen positiven Einschätzungen kritisiert Erich Fromm, dass Neill möglicherweise „die Bedeutung, die Echtheit und die Befriedigung eines intellektuellen Begreifens der Welt zugunsten einer emotionalen und künstlerischen Erfassung“ unterschätze, und gleichzeitig in Anlehnung an Sigmund Freud „die Bedeutung der Sexualität“ überschätze.

## Werke
- The dreadful school. 2. Auflage. London 1948 (EA London 1937)
- Deutsch: Selbstverwaltung in der Schule. Pan Verlag, Zürich 1950 (übersetzt von Ilse Krämer)
  - Deutsch: Selbstverwaltung in der Schule. Verlag Pestalozzianum, Zürich 2005, ISBN 978-3-03755-037-3 (übersetzt von Ilse Krämer)
- Summerhill. A radical approach to child rearing. Penguin, Harmondsworth 1980, ISBN 0-14-020940-9 (EA New York 1960).
  - Deutsch: Erziehung in Summerhill. Das revolutionäre Beispiel einer freien Schule. Szczesny-Verlag, 1965, ISBN 3-499-60209-1 (übersetzt von Herman Schroeder und Paul Hostrup, Vorwort von Erich Fromm)
  - Deutsch: Theorie und Praxis der antiautoritären Erziehung. Das Beispiel Summerhill. Rowohlt Taschenbuch, Reinbek 1969, ISBN 3-499-16707-7 (übersetzt von Herman Schroeder und Paul Hostrup, Vorwort von Erich Fromm)
- Talking about Summerhill. London 1971.
  - Deutsch: Das Prinzip Summerhill. Fragen und Antworten, Argumente, Erfahrungen, Ratschläge. Rowohlt, Reinbek 2018, ISBN 978-3-688-11021-6 (übersetzt von Hermann Krauss, EA Reinbek 1972)
- The Last Man Alive. A Story for Children From The Age of Seven to Seventy. Herbert Jenkins, London 1938.
- The last man alive. A story for children from the age of seven to seventy. Gollance, London 1970.
  - Deutsch: Die grüne Wolke. Den Kindern von Summerhill erzählt. Rowohlt, Reinbek 2001, ISBN 3-499-20794-X (übersetzt von Harry Rowohlt, illustriert von F. K. Waechter).
  - Hörbuch: Die grüne Wolke. Eichborn, Frankfurt/M. 2005, ISBN 3-0369-1163-4 (4 CDs, gelesen von Harry Rowohlt)
- Neill, Neill, orange peel. Weidenfeld & Nicolson, London 1973 (EA London 1972)
  - Deutsch: Neill, Neill, Birnenstiel. Erinnerungen eines grossen Erziehers. Rowohlt, Reinbek 1982, ISBN 3-499-17482-0 (übersetzt von Monika Kulow und Harry Rowohlt, EA Reinbek 1973)
- Record of a Friendship. The Correspondence of Wilhelm Reich and A. S. Neill. Gollancz, New York 1981.
  - Deutsch: Beverley R. Placzek (Hrsg.): Zeugnisse einer Freundschaft. Der Briefwechsel zwischen Wilhelm Reich und A. S. Neill 1936–1957. Fischer Verlag, Frankfurt/M. 1989, ISBN 3-596-26798-6 (übersetzt von Bernd A. Laska, EA Köln 1986).
- Jonathan Croall (Hrsg.): All the Best, Neill. Letters from Summerhill. André Deutsch, London 1983, ISBN 0-233-97594-2.
- Albert Lamb und Zoë Readhead (Hrsg.): The New Summerhill.A new view of childhood. Penguin Books, London 1992, ISBN 0-14-016783-8.